# Махмуд Ґорі
Махмуд Ґорі (*д/н — 1212) — 5-й володар Гурідського султанату в 1206—1212 роках. Повне ім'я Гіяс-Дін Махмуд ібн Абул-Фатіх Мухаммад.

## Життєпис
Походив з династії Гурідів. Син султана Абул-Фатіха Ґорі. Про молоді роки нічого невідомо. У 1206 році після вбивства стрийка Мухаммада оголосив себе султаном в Фірузкохі. Втім виявилися інші претенденти на трон — Баха ад-дін Сам II, малік Баміану, та Дійя ад-Дін Мухаммад. Втім невдовзі Сам II помер, а Дія ад-Діна переміг сам Махмуд.
Проте боротьба в середині держави Гурідів тривала. Сини Сами II — Джалал ад-Дін та Ала ад-Дін Мухаммад захопили місто Газні, де стали самостійними володарями. на місцях владу перебрали військовики Мухаммада Ґорі: вДелі став правити емір Кутб ад-Дін Айбек, в Лахорі і Мултані — Насир ад-Дін кубачі, в Забулістані — Тадж ад-Дін Їлдиз.
У Гераті у квітні 1206 року намісник Гіяс ад-Дін Хусейн перейшов на бік хорезмшаха Мухаммада II, відкривши брами його військам. Спроби султана Махмуда відновити владу в цій області виявилися марними. Зрештою після запеклого спротиву було втрачено важливе місто Балх та навколишні області. Протягом року війна тривала, але була невдалою для гурідів: було втрачено Термез, Талакан, Андхуд, Мейнекен. у вересні 1206 року, скориставшись війною хорезмшаха з каракитями, султан спробував відвоювати Герат, але зазнав поразки.
У 1207 році запросив допомоги у хорезмшаха проти еміра Їлдиза, що захопив Газні та загрожував Махмуду. Натомість султан вимушений був визнати зверхність держави Хорезмшахів. Згодом володіння Махмуда обмежилися переважно родинними володіння Гурідів, хоча номінально правителі Газні визнавали його зверхність, а також Сістан і белуджи. З 1210 року практично відійшов від справ. Його було вбито у 1212 році. Владу успадкував син Баха ад-Дін Сам III.